# Lännaborgs IP
Lännaborgs IP är en idrottsanläggning i Åkerlänna i Bälinge i Uppland som används av IK Hinden för fotboll och längdskidåkning. Anläggningen består av en fullstor fotbollsplan och en sjumannaplan, underlaget på bägge planerna är gräs. Skidspåret utrustades med elljus redan till årsskiftet 1970/1971, efter stöd från Naturvårdsverket och dåvarande Bälinge landskommun.

### Fotnoter
1. ↑  https://www.svenskalag.se/IKHinden/dokument/9f020a22-a0d9-4a14-acf2-1282783de277/IKH%2040%20%c3%a5r%20del%202.pdf
2. ↑  https://www.svensk-fotboll.com/ip.php?ip=5081
3. ↑  https://www.skidspar.se/uppsala/uppsala/lannaborgs-idrottsplats